# (14487) Sakaisakae
(14487) Sakaisakae est un astéroïde de la ceinture principale.

## Description
(14487) Sakaisakae est un astéroïde de la ceinture principale. Il fut découvert le 2 octobre 1994 à Kitami par Kin Endate et Kazuro Watanabe. Il présente une orbite caractérisée par un demi-grand axe de 2,38 UA, une excentricité de 0,26 et une inclinaison de 3,2° par rapport à l'écliptique.

## Compléments